# Neue Pfarrkirche St. Genesius (Wengen)

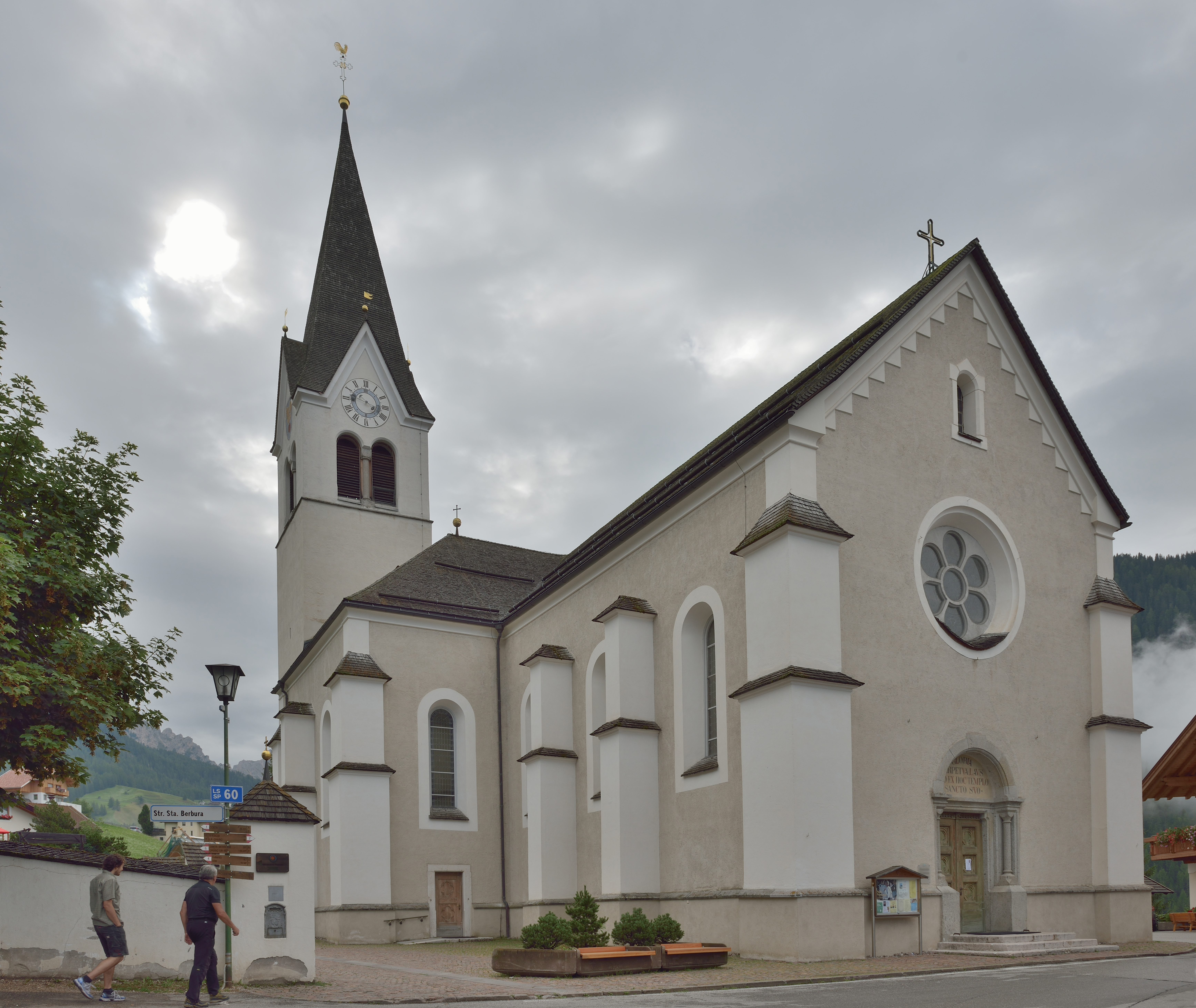
Fassade

Die Pfarrkirche St. Genesius ist ein römisch-katholischer Sakralbau in der Gemeinde Wengen (ladinisch La Val) in Südtirol. Sie steht mitten im Dorfzentrum und ist dem Heiligen Genesius von Rom geweiht. Erbaut wurde sie von 1868 bis 1874 nach Plänen des Architekten Josef von Stadl. Sie ersetzte die alte Pfarrkirche St. Genesius, deren Ruine sich etwas erhöht über dem Dorf befindet.

## Baubeschreibung

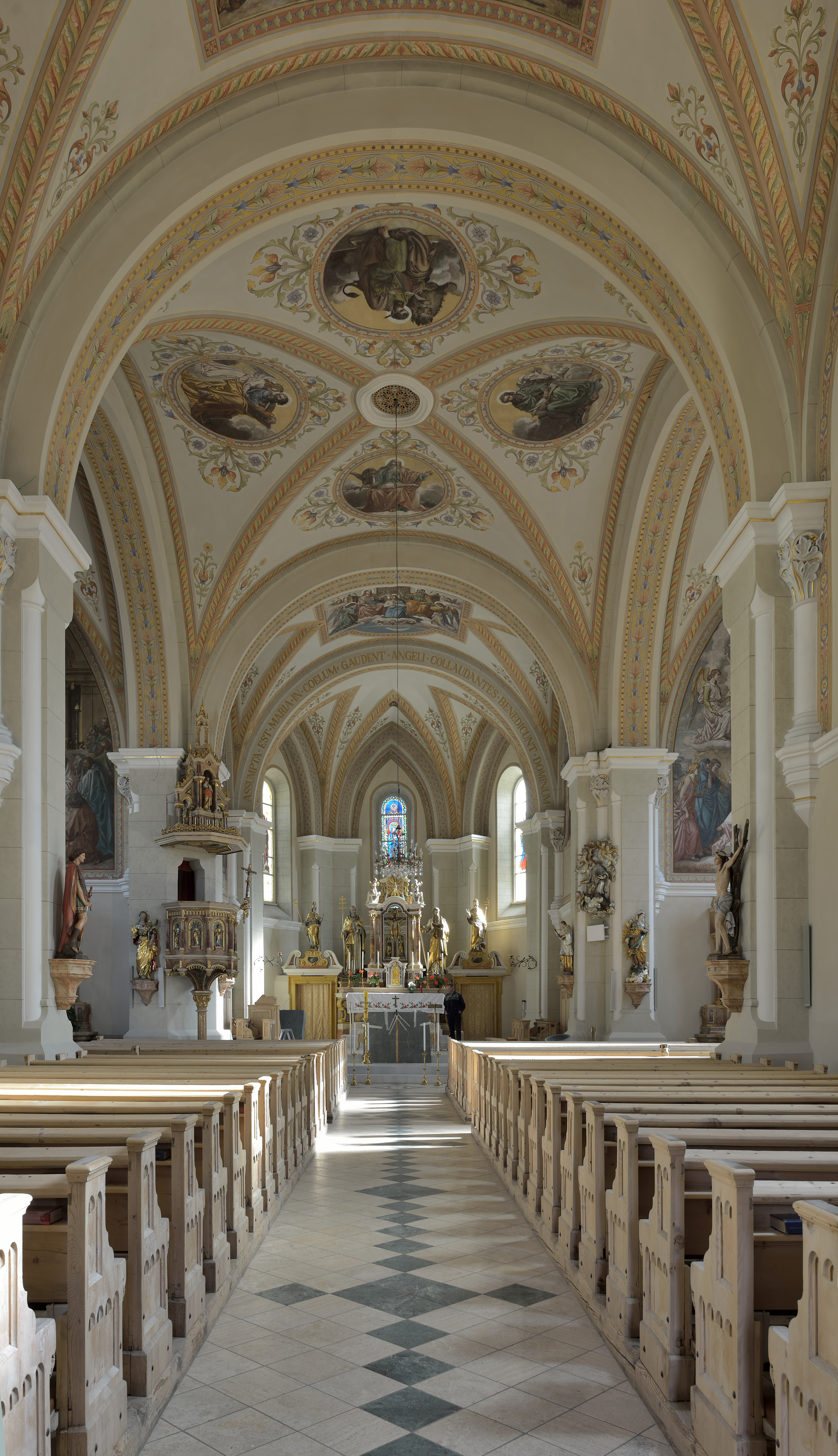
Innenraum

Die in historisierenden Formen errichtete Kirche ist ein Langhausbau mit einem Querschiff. Der Kirchturm ist im Norden seitlich angebaut. Das Portal ist wie zahlreiche andere Details neuromanisch gestaltet, in die Langhaus- und Querschiffmauern sind Rundbogenfenster eingesetzt. Das Langhaus ist durch drei Joche gegliedert, das Querschiff durch je zwei. Die Decken von Langhaus und Chor haben Stichkappengewölbe. Die nazarenisch komponierten Wandgemälde an der Langhausdecke, in der Vierung, in den Querschiffarmen und im Chor stammen vom Innsbrucker Max Gehri aus den 1890er-Jahren. Eine Besonderheit der Kirchenausstattung sind die barocken Holzskulpturen von Dominikus Moling; zu diesen zählen der Heilige Johannes Nepomuk auf Wolken schwebend, ein schwebender Engel an der Kanzel und eine auf Wolken stehende Madonna.